# Arne Nyberg
Arne Nyberg (20 iunie, 1913 – 12 august, 1970) a fost un jucător de fotbal suedez născut în Säffle, Suedia. A câștigat de două ori campionatul național cu IFK Göteborg.
1. 1 2  Arne Nyberg, ifkdb
2. ↑  Arne Nyberg, FBref